# 台灣亞洲交流基金會
財團法人台灣亞洲交流基金會 (英語:Taiwan-Asia Exchange Foundation) ，簡稱台亞基金會，成立于2018年，是一個專注於東南亞及南亞事務議題的台灣政策智庫，具有官方色彩。
在蔡英文政府與台灣民间社会的支持下，台亞基金會任务是帮助推进新南向政策中的议程，作为玉山论坛的主要组织和管理机构，并作为该地区领导人、青年領袖、非政府组织和智库的交流平台。台亚基金会通过其各项目与18个新南向政策国家的合作，包括與东盟10国、南亚6国、以及澳大利亚和紐西蘭的多方面交流。

## 歷史
2017年10月11日，中華民國總統蔡英文在遠景基金會玉山論壇開幕式表示，新南向政策是一個包容性的政策，能與其他區域計畫相輔相成；她宣示，將成立台灣亞洲交流基金會作為玉山論壇的常設辦理機構，使玉山論壇成為常態化的區域對話平台，為亞太地區的未來形塑共同願景。
2018年5月，中華民國外交部協助推動的台灣亞洲交流基金會立案成立，標榜民間社會與政府共同推進新南向政策與落實亞洲交流合作的機構，首任董事長由中華民國總統府資政蕭新煌擔任，首任執行長由國立政治大學國際關係研究中心副主任兼國立政治大學東南亞研究中心執行長楊昊擔任，主要任務之一是定期辦理玉山論壇。2018年8月8日，台灣亞洲交流基金會開幕典禮，蔡英文親臨致詞。
2020年10月8日，蔡英文在台亞基金會「2020年玉山論壇：亞洲創新與進步對話」(2020 Yushan Forum：Asian Dialogue for Innovation and Progress)開幕式發表錄影演說，說明台灣在防疫及新南向政策上的具體成果。同日，台亞基金會與印度國家海事基金會(The National Maritime Foundation)簽署合作備忘錄，雙方將成立工作小組，除深化台印雙邊對話及互動，未來也將擴充在區域目標與價值的研究合作。
2022年5月，台亞基金會與印度觀察家研究基金會簽署合作備忘錄，共同深化台印雙方智庫交流與政策對話。

## 外部連結
- 台灣亞洲交流基金會 （页面存档备份，存于）
- 台灣亞洲交流基金會的Facebook專頁